# ماري دادلي
ماري دادلي اسمها عقب الزواج ماري سيدني (1530-1535- 9 أغسطس 1586). كانت ماري وصيفة في بلاط الملكة إليزابيث الأولي ووالدة السير فيليب سيدني وماري سيدني هربرت وكونتيسة بيمبروك فهي ابنة جون دادلي دوق نورثمبرلاند. كانت ماري متورطة بشكل هامشي في محاولة والدها للإطاحة بالسيدة جين غراي من عرش إنجلترا وتأثرت ماري بمصادرة ممتلكات والدها. 
خلال السنوات الأولي لحكم الملكة إليزابيث، كانت ماري دادلي واحدة من الأشخاص المقربين لها فتضمنت واجباتها ومهامها تمريض الملكة عندما أصابها مرض الجدري عام 1563 وأن تتحدث باسمها أمام الدبلوماسيين. وظلت ماري أخت روبرت دادلي، إيرل ليستر المفضل لدي الملكة إليزابيث موالية دائما لعائلتها وأسرتها فهي أم لسبعة أطفال ورافقت زوجها السير هنري سيدني إلي ايرلندا وويلز الإيطالية. ففي فترة السبعينات من هذا القرن عاني الزوجان مِرارًا وتكرارًا من الراتب الضئيل علي يد الملكة وظلت ماري واحدة من السيدات المفضلات لدي الملكة إليزابيث إلي أن تقاعدت من الحياة في البلاط الملكي عام1579 بعد أن عانت من أمراض صحية في أعوامها الأخيرة. 

## العائلة وسنوات الزواج الأولي
كانت ماري دادلي الابنة الكبرى من بين ثلاثة عشر طفلا لـ جون دادلي، دوق نورثمبرلاند الأول وزوجته جاين جولدفورد، حصلت ماري علي تعليم جيد فكانت ذات طلاقة في اللغة الإيطالية والفرنسية واللاتينية، وكانت مهتمة بالكيمياء والرومانسية وكتابة الشعر فلها شروح وتعليقات توضيحية في نسختها عن السجلات التاريخية لإدوارد هال باللغة الفرنسية كما أصبحت صديقة وزائرة مترددة للعالم والمُنجم جون دي. 
تزوجت ماري من هنري سيدني في 29مارس عام 1551 في إيشر، سري كانت تجمعهم علاقة حب محتملة وتكرر الاحتفال بالزواج علناً في منزل والديها في إلِي بلاس بلندن في 17 مايو عام 1551 بعد ذلك بأربعة أشهر أصبح هنري سيدني الرئيس الشرفي للغرفة الملكية الخاصة بالملك هنري السادس وتم إعلانه فارسًا من قِبل الملك الشاب في نفس اليوم الذي ترقي فيه والد زوجته الذي يترأس الحكومة ليصبح دوق نورثمبرلاند.

وفي مايو عام 1553 تزوج أخيها الأصغر الثاني غيلدفورد دادلي من حفيدة عمة الملك إدوارد السادس السيدة جين غراي فبناء علي ما قالته السيدة جين، كانت ماري هي الشخص الذي دعاها للحضور إلي منزل سيون في 9 يوليو عام 1553 المكان الذي تم إعلامها بأنها ملكة إنجلترا وفقًا لرغبة الملك إدوارد. بعد انتصار ماري الأولي خلال أسبوعين واعتقال وإعدام دوق نورثمبرلاند أصبحت عائلة سيدني في وضع غير مستقر ومحفوف بالمخاطر فتمامًا مثل باقي عائلة دادلي تأثرت ماري وعانت من العواقب في حالتها ووضعها القانوني. فيمكن أن يرجع السبب في الإبقاء علي وظيفة هنري هو كون أخوته الثلاثة من المقربين للملكة ماري فسافر هنري في مطلع عام 1554 مع وفد من السفارة إلي أسبانيا للتفاوض مع ملك إنجلترا المترقب فيليب بشأن العفو عن إخوة زوجته جون وإمبروز وروبرت وهنري. وتوفي جون دادلي الأخ الأكبر عقب إطلاق سراحه بأيام قليلة في أكتوبر عام 1554 في بنشرست بكنت ثم قام الملك إدوارد السادس منح عائلة سيدني قصرًا عام 1552. وضعت ماري دادلي وفيليب سيدني طفلهما الأول في نوفمبر عام 1554 وسُمي علي اسم عرّابه وهو الملك. وتوفيت عرّابته الأرملة دوقة نورثمبرلاند في يناير عام 1555 وتركت لابنتها 200 علامة بالإضافة إلي ساعة عزيزة «أن يدعو أبيها ربه للحفاظ عليها كجوهرة».

ذهبت ماري دادلي في عام 1556 إلي أيرلندا برفقة زوجها حيث أقاما في قلعة أثلون، وولدت طفلتهم الأولي ماري مارجريت بعد وقت قصير من وصولهم وكانت الملكة ماري هي العرابة الخاصة بها ولكن توفيت هذه الطفلة وهي ذات سنة وثلاثة أرباع سنة ومع ذلك فقد تركوا الطفل فيليب وراءهم في بينشيرست إلي أن عادت والدته من ايرلندا في سبتمبر عام 1558 وأصيبت بمرض دموي في وقت سابق من هذا العام عندما تمت مصادرة ممتلكات عائلة دادلي من قِبل البرلمان الأخير للملكة ماري الأولي.

## خدمة ورعاية الملكة إليزابيث الأولي
بمجرد أن تولت الملكة إليزابيث الأولي عرش إنجلترا في نوفمبر 1558 أصبحت ماري دادلي السيدة الشرفية للغرفة الملكية الخاصة «بدون أجر» فهو منصب بدون مرتب مما جعلها تعتمد علي زوجها. فانتمت هي الأخرى لصُحبة الملكة المُقربة تمامًا مثل أخيها اللورد روبرت فعملت كوسيط بين الملكة وأخيها أثناء تعاملهم مع السفير الأسباني ألفارز دو كوادرا وزميله الملكي كاسبر فون برونر. في عام 1559 أثناء المفاوضات التي دارت حول الأرشيدوق تشارلز مُرشح هابسبورغ لمساعدة الملكة إليزابيث. فمن خلال ماري أسرت الملكة إليزابيث برغبتها الجادة في الزواج من الأرشيدوق وأنه يجب أن يحضر إلي إنجلترا في الحال. وأعلم دو كوادرا فيليب الثاني أن: 
| ماري دادلي | ماري دادلي قالت إذا لم يكن هذا صحيح فأنا متيقن من أنها لن تقول شيء مثل هذا حيث يمكن أن يكلفها هذا حياتها وتعمل تحت إمرة الملكة ولكن هذه الأخيرة أعني (الملكة) لن تتحدث مع سفير الإمبراطور بهذا الشأن. | ماري دادلي |

تلقي المبعوث فيليب تأكيدات من اللورد روبرت والسير توماس باري علي السواء هدأت الملكة إليزابيث في هذا الوقت مرة أخرى وأعطت ماري دادلي تعليمات أخرى للتعامل مع الأسبان وكان ذلك حتى قامت هي بنفسها بإخبار دو كوادرا «أن شخصًا ما تحدث إليه بنوايا حسنة ولكن بدون أن إذن أو تفويض منها» وشعرت ماري بالغضب والخيانة من أخيها والملكة. وكان السفير الأسباني بدوره منزعجًا من أن تستخدم الملكة مترجمًا «في حين انه يمكننا فهم بعضنا البعض بالإيطالية بدون الحاجة إليه».

أصيبت الملكة إليزابيث إصابة خطيرة بمرض الجدري في أكتوبر عام 1562 وقامت ماري دادلي بعيادتها إلي أن تعافت من تلقاء نفسها المرض الذي تسبب في تشويه جمالها بشكل كبير حسب ما قاله زوجها. حيث اعتادت أن ترتدي قناعًا بعدها كما ورد في الأساطير. استمرت ماري في العمل في البلاط الملكي وتقديم الخدمات به إلا إذا اضطرت للتغيب عنه بسبب سفرها مع زوجها إلي ويلز أو أيرلندا فسافر الزوجان في أواخر عام 1565 إلي أيرلندا حيث نال السير هنري علي منصبه كممثل للملكة، وفي الطريق غرقت إحدى السفن المحملة بجميع حُلي وجواهر وملابس ماري دادلي، وعاد هنري سيدني لأسابيع قليلة إلي البلاط الملكي الإنجليزي في عام 1567 وبقيت زوجته في دروغيدا حيث تعرضت لهجوم من قِبل المتمردين. وأشارت ماري دادلي بثبات علي حاكم دبلن أن يدعم ويعزز المدينة بالقبائل وامتثل بالفعل لقولها. وفي وقت لاحق من نفس العام أرسلها السير هنري إلي إنجلترا مرة أخرى بسبب حالتها الصحية والذي يبدو أنه حدث بسبب انتقاد الملكة لطريقة قيادته وتمثيله لها فجاء في الخطاب «زوجتي العزيزة مريضة جدًا ومرضها خطير حيث يتسبب المرض بإبقائها في غيبوبة لأكثر من اثنان وخمسون ساعة».

نجا الإخوة دادلي الأربعة من حكم الملكة إليزابيث وهؤلاء الأربعة هم ماري وأمبروز وروبرت وأختهم الصغرى كاثرين فحافظ هؤلاء الربعة علي الارتباط الوثيق فيما بينهم بينما كان هنري سيدني وروبرت دادلي أصدقاء منذ أيام دراستهم مع إدوارد السادس. وضعت ماري دادلي طفلها الثالث إليزابيث في منزل أخيها روبرت في كيو في أواخر عام 1560 فكان لديها حتى عام 1569 أربعة أطفال من بينهم الشاعرة ماري هربرت وكونتيسة بيمبروك وروبرت الذي أصبح بعد ذلك إيرل ليستر. أرسلت الملكة إليزابيث خطاب تعزية إليها عند وفاة ابنتها أمبروزيا ذات التسع سنوات في 1575. عاد هنري سيدني إلي أيرلندا مرة أخرى في يناير عام 1570 حيث تمتع روبرت دادلي وأخيه أمبروز بالإضافة إلي ماري وكايت في كنيلورث وفي نفس القلعة أقيم الاحتفال العظيم عام 1575 حيث كان كان أأفراض عائلة دادلي ضيوفًا فيه وتميزت ماري في صيد الظِبيان. وفي عام 1577 تفاوض روبرت دادلي بشأن ارتباط ابنة أخته ذات خمسة عشر عامًا من صديقه إيرل بيمبروك ذو الأربعون عامًا[ ونظمت أمها ترتيبات احتفالات الزواج في منزل ويلتون. 
وفي السبعينات من هذا القرن (1570) عاني السير هنري سيدني وزوجته من الحنق والخذلان بسبب المكافأة المالية القليلة التي تلقاها نظير خدمتهم الطويلة في الجانب الملكي. بدأت مكانة زوجها في الانحدار إلي البارونية وذلك في خطاب لويليام سيسيل في عام 1572 فتكلفة مثل هذا اللقب عالية جداً فأصبح عقل السير هنري حائرا بسبب هذا الاختيار بين الانهيار والانحدار الاقتصادي والسخط الملكي ورفضه. وبعد ذلك بعامين في 1574 تشاجرت مع لورد شامبرلين، صهرها إيرل ساسكس حول البقاء والسكن في البلاط الملكي فرفضت استبدال حجرتها بأخرى قالت عنها أنها «كانت سكنًا للخدم» وأوضحت هي ذلك أن اللورد هنري وصديقته خصصا جزء صغير من خدماتهم للبلاط الملكي التي على الرغم من أنها تبدو قليلة جدًا إلا أنها عظيمة.

ظلت الملكة إليزابيث متعلقة بأصدقائها القدامى عندما تركت ماري دادلي البلاط الملكي في يوليو 1579ويرجع السبب في تركها البلاط إما حالتها الصحية السيئة أو تضامنها مع أخيها روبرت أيرل ليستر الذي شُوهت سمعته بسبب زواجه. وانضمت إلي زوجها في لوديلو عام 1582حيث عمل في منصبه الثالث رئيس مجلس ويلز. ساءت حالة ماري الصحية بعد ذلك بعام مما جعل هنري سدني يعتقد باقتراب فرصته في الحصول علي زوجة ثانية توفيت ماري ف التاسع من أغسطس عام 1586بعد وفاة زوجها بثلاثة أشهر حيث شاركت في تأبينه ودفنت إلي جواره في بنشرست.